# Travoltajurk

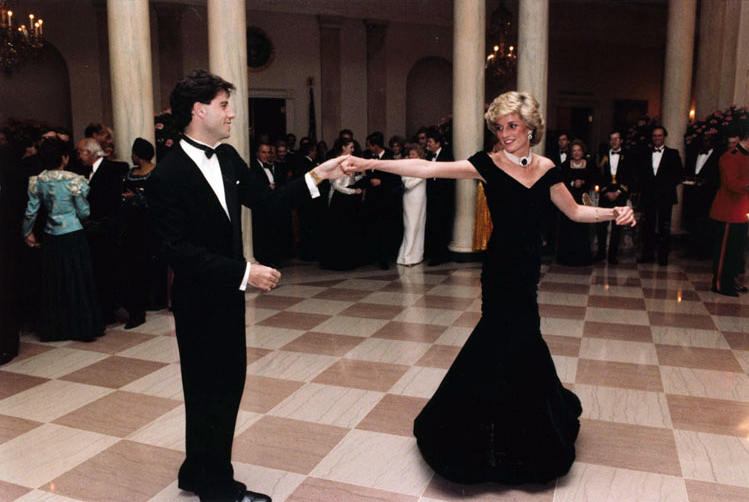
Diana aan het dansen met John Travolta.

De Travoltajurk (of John Travoltajurk) is een jurk die door Prinses Diana in 1985 werd gedragen.

## Ontwerp
De jurk werd ontworpen door Victor Edelstein. Het is een nachtblauwe fluwelen avondjurk met een off-shoulder halslijn, geïnspireerd door Edwardiaanse mode.

## Het gala
Diana verbleef met haar echtgenoot Charles in het Witte Huis en droeg de jurk op 9 november 1985 tijdens het galadiner. Later die avond werd ze door John Travolta ten dans gevraagd.